# Kanaima katzensteinii
Kanaima katzensteinii är en insektsart som först beskrevs av Berg 1879.  Kanaima katzensteinii ingår i släktet Kanaima och familjen spottstritar. Inga underarter finns listade i Catalogue of Life.